# Cecelia Ahern
Cecelia Ahern (nascuda el 30 de setembre de 1981 a Dublín) és una novel·lista irlandesa. És llicenciada en Periodisme i Mitjans de Comunicació en el Griffith College de Dublín. A més de publicar diverses novel·les, ha escrit contes curts per a diverses antologies els beneficis de les quals han estat destinats a la caritat. Actualment és productora de la comèdia Samantha Who? (interpretada per Christina Applegate), de l'ABC. El seu estil literari ha estat comparat amb el de l'obra de Jessica Adams, Susie Boyt o Jenny Colgan.

## Vida Personal
Filla de l'ex-primer ministre d'Irlanda, Bertie Ahern i germana petita de Georgina Ahern, dona de Nicky Bryne, líder del grup de música de pop irlandès Westlife.
L'any 2000 va participar en el grup de música pop irlandesa Shimma que va quedar en tercer lloc en la final d'Irlanda per participar en el Festival d'Eurovisió. Tot i això, aquest fet és irrellevant a l'hora d'entendre la seva actual figura com a escriptora.
Abans de començar la seva carrera com a novel·lista va obtenir un grau en Periodisme i Mitjans de comunicació en el Griffith College Dublin.
El 14 de desembre del 2009 va ser anunciada la recent estrenada maternitat i paternitat de la Cecelia i la seva parella, David Keoghan. Van anomenar a la seva primera filla Robin.

## Obra
L'any 2004 publica la seva primera i reeixida novel·la, gràcies a la qual obté reconeixement, "Postdata: T'estimo". L'obra de caràcter realista és en el seu moment best-seller a Irlanda, Regne Unit, Estats Units, Alemanya i els Països Baixos, i es ven a més de 40 estats. L'obra no s'adapta cinematogràficament fins a l'any 2007, dirigida pel director Richard LaGravanese i interpretada per Hilary Swank i Gerard Butler. Tot i que en l'obra literària la història transcorre a Irlanda, l'adaptació al 7è art la situa a Nova York, als Estats Units
El seu segon llibre publicat és "On acaba l'Arc de Sant Martí", i també va ser best-seller a Irlanda i Regne Unit, a més de guanyar el Premi alemany Corine l'any 2005. El 2014, es va adaptar aquesta novel·la amb el nom de Love, Rosie, dirigida per Christian Ditter i protagonitzada per Lily Collins i Alex Stewart.
També ha contribuït a obres benèfiques amb llibres de contes com "Les nenes són irlandesos", "Retorn a la ciutat" i "Ladies' Night". És cocreadora, al costat de Donald Todd, i productora de la comèdia de l'ABC, Samantha Who?
El seu penúltim llibre és "El Regal" i va ser publicat abans de Nadal del 2008 al Regne Unit.
El seu darrer llibre es diu "El llibre de demà" i es va publicar l'1 d'octubre del 2009, data propera a la que el seu pare (Bertie Ahern) va publicar la seva autobiografia oficial.